# دينو دي أنتوني
دينو دي أنتوني (بالإيطالية: Dino De Antoni)‏ هو كاهن كاثوليكي إيطالي، ولد في 12 يوليو 1936 في كيودجا في إيطاليا، وتوفي في 22 مارس 2019 في غوريتسيا في إيطاليا.